# Eurytoma tepicensis
Eurytoma tepicensis är en stekelart som beskrevs av William Harris Ashmead 1895. Eurytoma tepicensis ingår i släktet Eurytoma och familjen kragglanssteklar. Inga underarter finns listade i Catalogue of Life.